# Belcanto

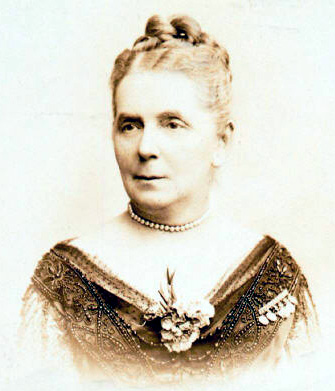
Mathilde Marchesi (1821-1913), slavná učitelka techniky bel canto.

Belcanto či bel canto (italsky krásný zpěv) je druh pěvecké techniky. 

## Historie
Tento způsob zpěvu vznikl v Itálii počátkem 17. století spolu se vznikem monodie a opery a byla až asi do roku 1840 převládající technikou evropské opery. 
Vyznačuje se legátovým vedením hlasu, použitím techniky messa di voce (změnou síly hlasu při zpívání jednoho tónu) a používáním různých ozdob (appoggiatury, koloratury, fioritury). Belcanto vyšlo z módy s nástupem tvorby Giuseppa Verdiho a dalších autorů období verismu. To bylo dáno také praktickými důvody, neboť belcantový zpěv se nemohl prosadit proti rozšířenému orchestrálnímu aparátu verismu a romantismu.